# МАЗ-200
МАЗ-200 — радянський вантажний автомобіль виробництва Мінського автомобільного заводу. Дослідні зразки створені в 1944-1945 на Ярославському автомобільному заводі (ЯАЗ-200). З 1947 року на МАЗі, а 10 лютого 1951, після введення другої черги заводу, розпочато його серійне виробництво. Всього було випущено 230 тисяч примірників усіх модифікацій.
Від оригінальної моделі ЯАЗ-200 МАЗ-200 відрізняється ґратами радіатора (на ЯАЗі - з горизонтальними брусами, на МАЗі - з вертикальними) та іншою емблемою («зубр» замість «ведмедя»), причому ЯАЗівський ведмідь розміщувався на капоті, а МАЗівські зубри в вигляді виштамповок - на боковинах капота. На самих ранніх виставкових зразках МАЗ-200 емблема у вигляді зубра також розміщувалася на капоті.
На МАЗ-200 були вперше в СРСР застосовані синхронізатори на всіх передачах переднього ходу, вища прискорююча передача, насос-форсунки, тахометр. З метою спрощення і здешевлення конструкції, а також через дефіцит в країні тонкого катаного сталевого листа кабіна автомобіля виготовлялася на дерев'яному каркасі з обшивкою дерев'яною планкою («вагонкою»), а поверх неї - листами з чорної жерсті з забарвленням в захисний колір (поставляються на експорт машини забарвлювалися в блакитний колір).
Спочатку на МАЗ-200 був встановлений двигун ЯАЗ-204, аналог двигуна з американського тягача, потужністю 110 к.с. Надалі, після модернізації, його потужність зросла до 120 к.с.